# 댐

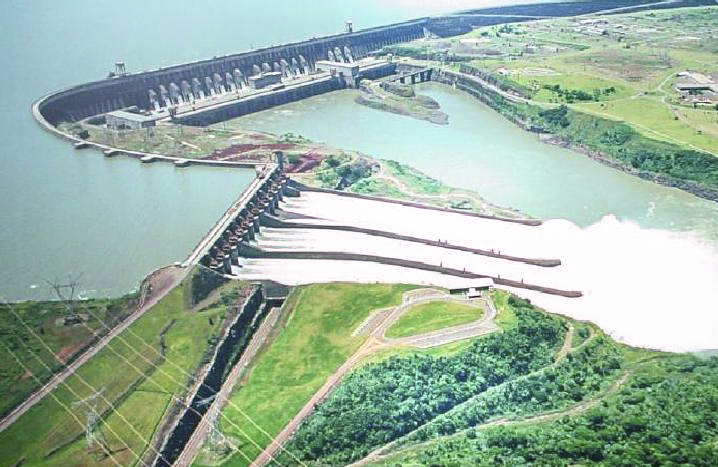

댐(영어: dam, 문화어: 언제[堰堤], 땜)은 하천의 흐름을 차단하거나 흐름의 방향을 바꾸고 늦추는 등의 역할을 하도록 강을 가로질러 세워지는 구조물을 말한다. 이러한 구조물로 인하여 인공적인 호수나 유수지가 만들어진다. 대개의 경우 댐은 물을 방류 혹은 월류하게끔 여수로(餘水路, Spill Way)나 위어(weir)를 갖추고 있다. 한국에서 '댐'이라고 하는 말은 공학적으로 대댐만을 지칭하는 협의의 의미로 사용된다.

## 역사
메소포타미아와 중동의 고대 문명에서부터 물을 관리할 목적으로 지어진 초기 형태의 댐을 찾아볼 수 있다. 동양의 가장 오래된 댐으로 기원전 256년 양자강의 지류인 민강(岷江)에 건설된 두장옌(都江堰)댐이 있다. 이것은 이빙(李冰)과 그의 아들에 의해 축조되었는데 이빙은 수리학(水理學)의 초기 개척자의 한 사람으로 평가된다. 홍수 조절과 관개용으로 만들어진 것인데 현대화되어 지금까지도 사용되고 있으며, 오늘날 청두시의 북서 60km에 위치하여 지역의 유명한 관광지이다.
중세에는 네덜란드에서 대규모로 댐을 건설하여 수위를 조절하고 바닷물을 막았다. 19세기에 영국에서 대규모 아치 댐을 건설하기 시작하였고 1902년 이집트 아스완 로우 댐(Aswan Low Dam)의 건설로 현대적 댐의 시대가 열렸다. 1931~1935년 미국 콜로라도강에 건설된 콘크리트 아치 중력 댐인 후버댐은 당시 세계 최대 규모의 콘크리트 건축물로서 현대 건축사에 한 획을 그었다.

## 댐의 종류

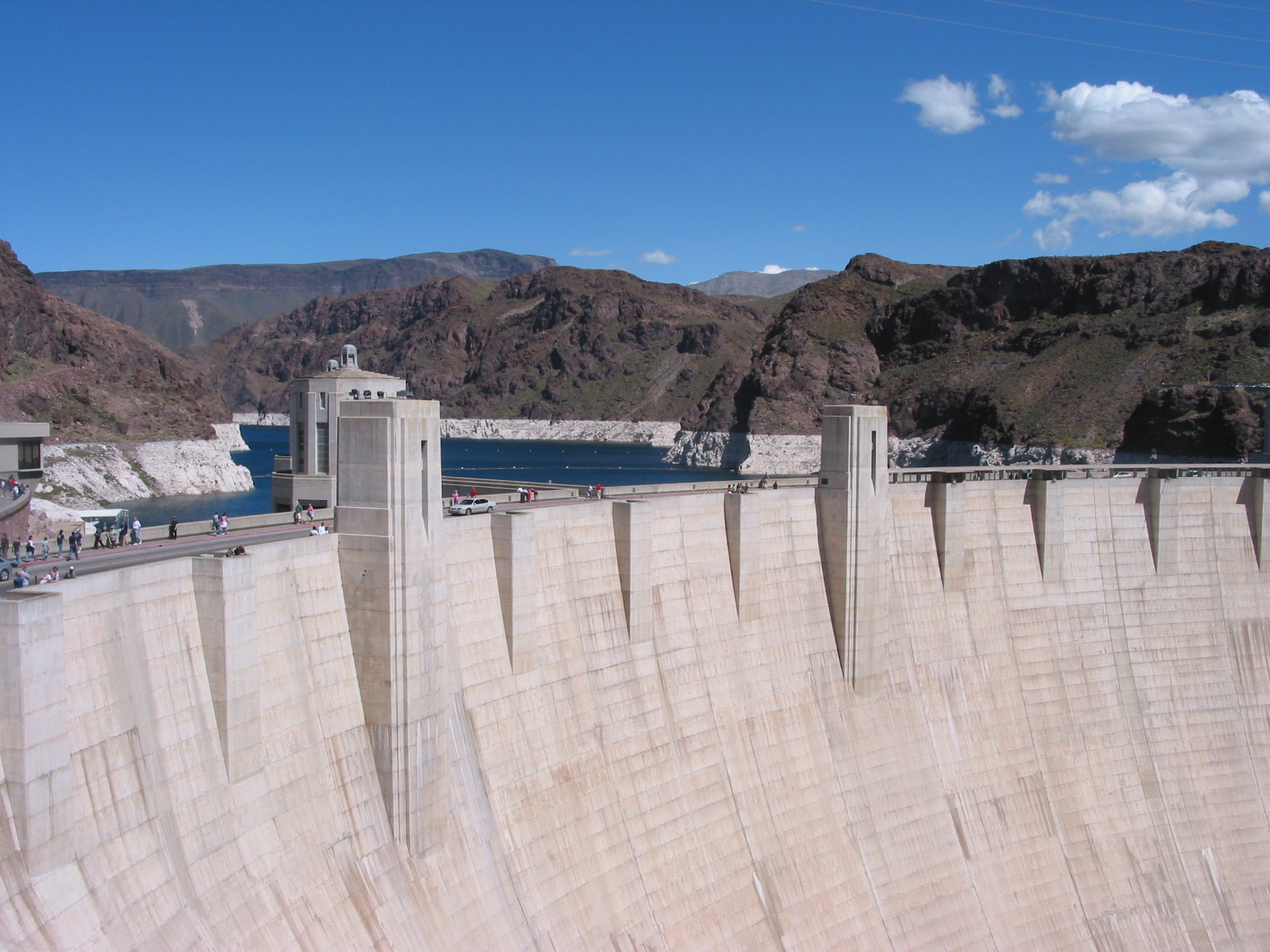
후버 댐, 콘크리트 중력 아치댐으로 블랙 캐년의 콜로라도 강에 있다

댐은 그 구조와 사용 목적, 높이를 기준으로 하여 여러 종류로 분류할 수 있다.
댐의 구조로 분류하면 목재댐, 필댐(축조댐), 콘크리트댐으로 분류되고 여기에 더 세부적으로 분류할 수 있다.
사용 목적으로 분류하면 관개용, 상수도용, 수력발전용, 홍수조절용 등으로 분류되며 다목적댐은 하나 이상의 여러 목적을 갖는 댐이다.
높이에 따라 분류하면 대댐은 15m보다 큰 것을 말하고 major댐은 150m이상의 댐을 말한다. 상대적으로 30m보다 낮으면 low댐이라 하고 30-100 정도의 댐은 medium-height댐, 100m 이상은 high dam이라 한다.
안장댐은 보조댐으로 본 댐의 수위를 높이거나 저수량을 늘이기 위해 시공한다. 본 댐의 높이를 높임으로써 월류가 예상되는 능선에 설치하여 저수량과 댐의 높이를 높일 수 있게 된다. 또한 불필요한 침수지역의 확대를 막을 수도 있다. 이와 비슷하게 능선에 단순히 제방을 설치하여 댐을 대신하기도 한다.
월류 댐은 저수지가 범람할 때 자연스럽게 월류하도록 만든 특수한 경우에 사용하는 댐이다. 일반적인 댐은 여수로와 같이 월류하기 이전 배수 수단을 설비하여 월류를 방지한다. 위어는 월류댐의 일종으로 유량을 측정할 수 있는 댐이다.
체크 댐은 물의 유속을 줄이고 토사 침식을 방지하기 위한 소형 댐이다.
건류 댐은 홍수를 조절하기 위한 댐이다. 평상시에는 일반 하천과 같이 물이 흐르나 홍수 때에는 물을 가두어 유량을 조절한다. 한국의 평화의 댐이 현재 이렇게 운영된다.

### 목재 댐

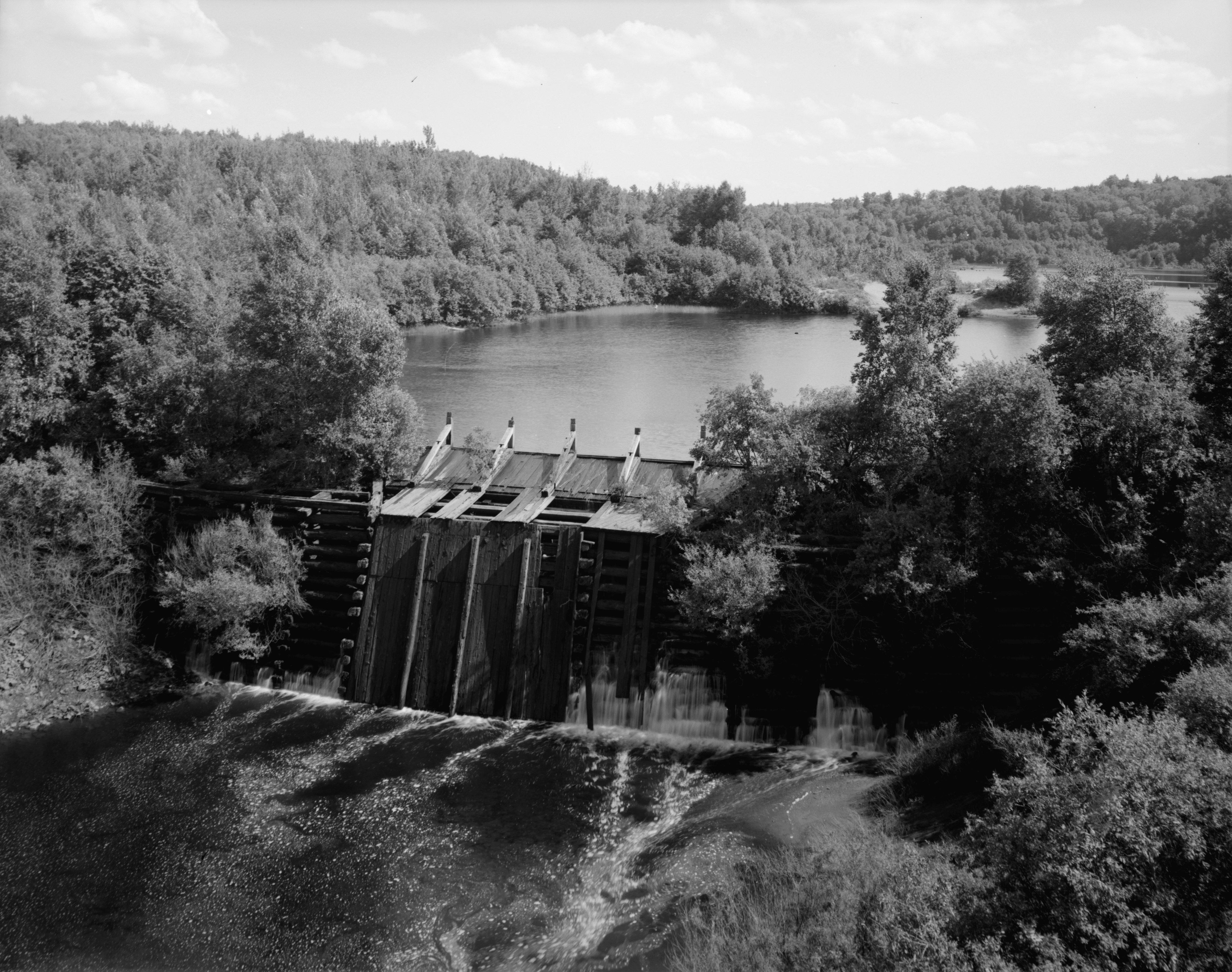
미시간주에 있는 목재 크립댐

목재댐은 산업혁명 초기에 사용되었고 최근에는 쉽고 빠르게 짓기 위한 임시용으로 시공된다. 구조상 수명이 짧고 높이에 한계가 있어 근래에는 시공하는 사례가 드물다. 목재댐은 나무로 만든 통과 마찬가지로 수밀성과 방부 성능에 유의하여야 한다. 목재댐은 목재가 풍부하거나 콘크리트의 수송과 타설이 비용상 불리할 때 혹은 목적상 댐의 수명이 길 필요가 없을 때 유용하다. 목재댐은 한 때 북아메리카 서부에 많이 지어졌지만 지금은 모두 새 구조물로 대체되었다. 목재댐은 크게 크립 구조와 플랭크 구조로 나눌 수 있다.

### 필댐
필댐(fill dam, 축조댐)은 재료를 다져서 만드는 댐으로 록필댐과 흙댐이 있다. 이러한 축조댐은 재료의 자중에 의해 수압을 견디도록 만든 댐이다. 콘크리트댐에 비해 필댐의 붕괴 등에 의한 사고 건수가 훨씬 많다. 왜냐하면 필댐의 수가 훨씬 많고, 대다수가 2차 세계대전 이전의 경험적인 방법에 의해 만들어졌기 때문이다. 근대 기술로 만들어진 댐들은 1960년대 이후의 댐들이다.

#### 록필댐

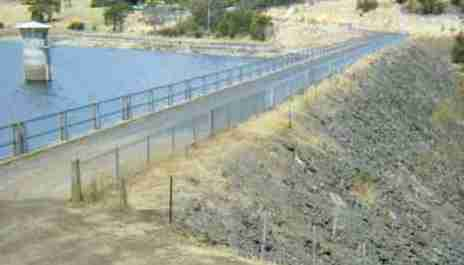
록필댐

록필댐(rock-filled dam)은 조립질의 재료를 다져 만드는 댐이다. 재료를 다져 만들기 때문에 수밀성이 나빠 따로 불투수층인 차수벽을 설치한다. 차수벽 위치에 따라 아래와 같이 구분한다.
- 표면차수벽형
- 중앙차수벽형
- 내부차수벽형

재료가 비교적 큰 입자들을 많이 포함하는 물질이기 때문에 록필(rock-fill)이라는 용어가 사용됐다. 차수벽은 댐의 상면(상류쪽)이나 중앙에 위치하고 석재, 콘크리트, 플라스틱 멤브레인, 쉬트 파일(sheet pile) 등으로 만들어진다. 이때 내부에 있는 불투수층을 코어(core)라고 부른다. 또 다른 경우로 불투수층을 점질토로 사용하는 경우가 있는데 이 때는 댐을 콤포지트 댐이라고 한다. 점질토로 할 것인가 코어로 할 것인가는 시공현장의 상황에 따라 판단한다. 록필댐은 지진에 대한 내진성이 좋다는 장점이 있다. 하지만 시공중에 품질관리가 부실하여 미립자가 많아지면 지진시에 유수가 침투하여 구조물 내의 유동화가 진행되고 내진성이 저하될 수 있다. 재료에 대하여 확신할 수 없을 때에는 재료의 건조상태를 유지할 수 있는 방법이 별도로 시공되어야 한다.

#### 흙댐

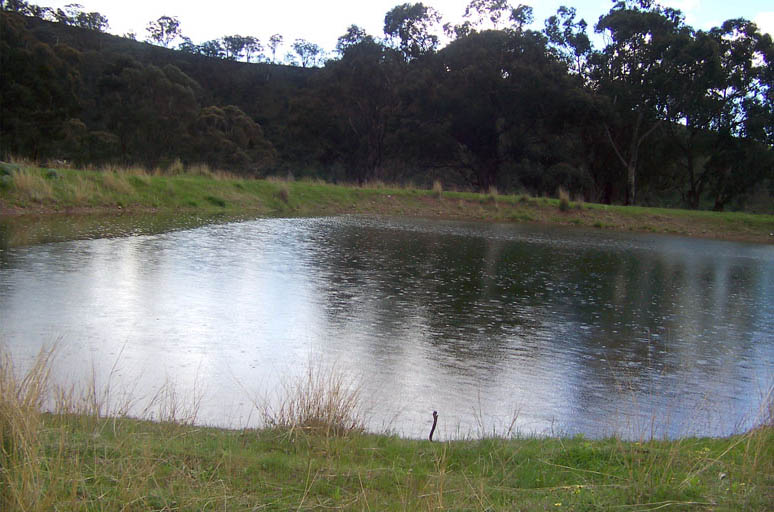
파머스 댐

흙댐(earth-filled dam)은 흙을 잘 다져 쌓은 댐이다. 흙댐에는 존형(zone形;zoned-earth) 댐과 심벽형(心壁形;core-type) 댐이 있다. 록필댐과 원리와 축조 방법이 비슷하지만 입자가 고른 흙으로 시공되므로 따로 배수층을 두며 시공한다.존형 흙댐은 록필 댐과 마찬가지로 구조물 내에 수밀성을 위하여 흙과는 다른 재료로 존(zone)를 설치한다. 이 경우 대개 점질토가 사용되어 수밀성을 확보하고 또한 존에는 집수공(集水孔)과 필터(filter)가 설치되어 댐 내의 유수와 유사 입자를 모을 수 있게 한다. 심벽형 흙댐은 록필댐과 같이 내부에 코어를 두거나 차수벽을 설치한 댐이다.
흙댐 중 임시로 설치하는 경우가 많은데 그중 특이한 것은 frozen-core 댐이다. 이것은 파이프롤 통해 냉각재를 순환시킴으로써 댐 내부의 permafrost가 동결되고 수밀성을 확보하게 하여 흙댐의 '코어'역할을 한다.
댐 성토시험에는 다짐시험, 전단강도 시험, 투수시험이 있다.

### 콘크리트 댐
콘크리트 댐에는 중력댐과 아치댐이 있다. 댐에 사용되는 콘크리트는 수밀성, 압축강도, 내구성이 중요하다.

#### 중력댐

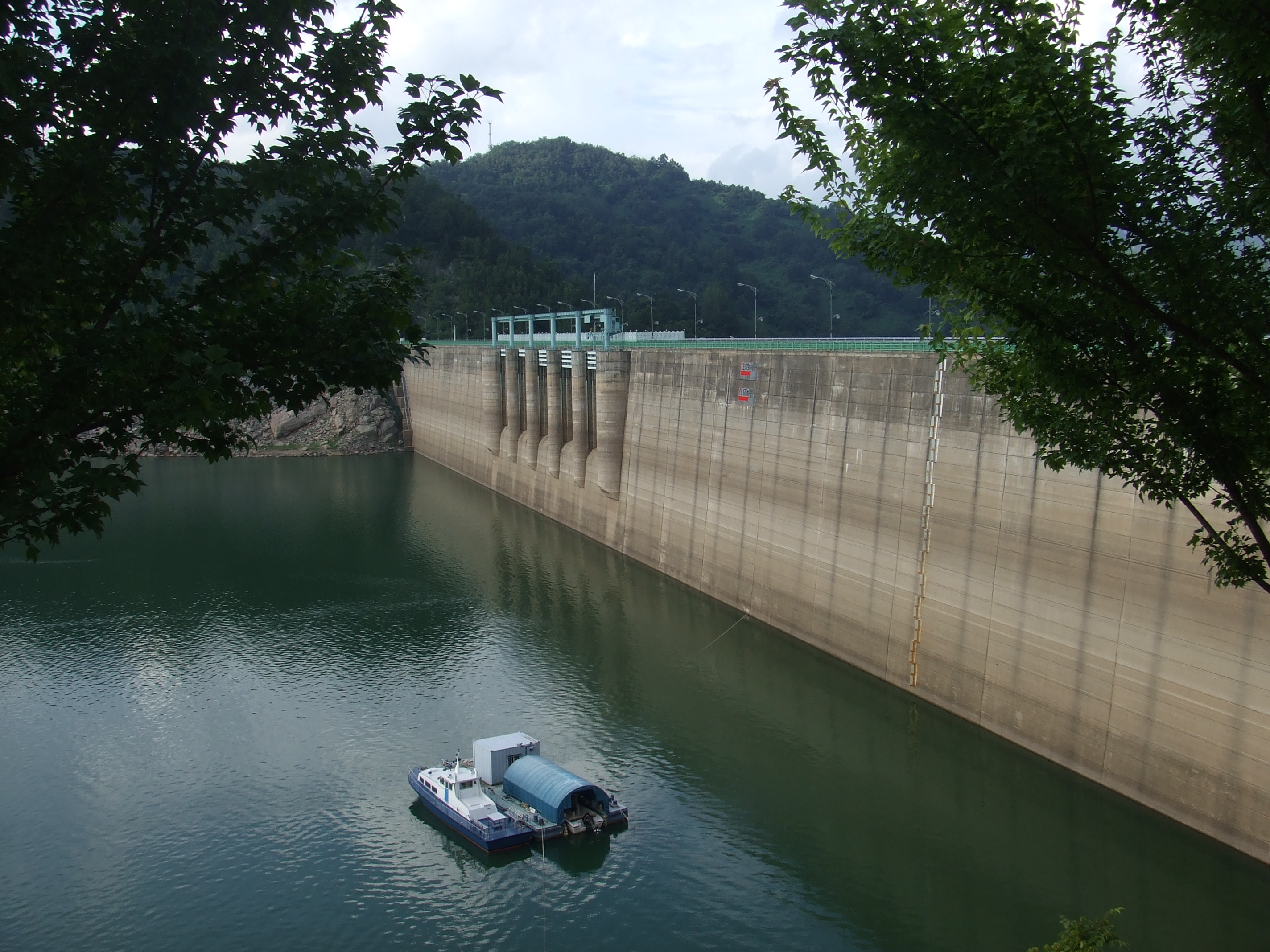
콘크리트중력식으로 건설된 합천댐(본댐).

#### 아치댐
아치댐은 자중에 의한 중력과 아치효과에 의해 안정성을 확보하는 형식의 댐이다. 자중에 의한 중력으로 수압을 견디는 것은 중력댐과 같은 원리이고 아치효과는 수압을 받아 이것을 댐이 위치한 양안에 힘을 분해하여 결과적으로 기반에는 더 적은 하중이 전달되는 효과를 얻는다. 이것은 달리 말하면 지반에 전달되는 하중은 실제보다 낮은 수위의 수압에 의해 전달되는 하중과 같아 댐의 부피를 상당히 줄일 수 있다. 수압을 상당부분 아치효과로 양안에 전달하여야 하기 때문에 아치댐은 입지 조건에 신중하여야 한다. 가장 적절한 입지는 협곡이고 양안이 양호한 암석으로 이루어진 곳이다. 미국의 후버 댐이 대표적이다.
아치댐은 싱글아치댐과 이중곡률 댐이 있으며 아치의 곡률(曲率)이 일정하면 싱글아치 댐이다. 싱글아치댐은 등각 아치와 등반지름 아치가 있고 등반지름 댐보다 등각 댐이 더 일반적인 아치댐이다. 이중곡률 댐은 곡률을 이중으로 사용한 댐으로 이 형식은 건설에 필요한 콘크리트를 줄일 수 있는 장점이 있지만 지반에 하중을 많이 전달함으로 지반 조건이 양호하여야 한다. 겉보기에는 싱글아치댐과 비슷하지만 하류쪽에서 보면 오목한 부분이 분명하지 않다.

### 가물막이 댐
가물막이댐은 일시적으로 물을 배제하기 위한 만든 댐이다. 일반적으로 쉬트파일로 만들며 콘트리트를 사용하기도 한다. 사용 목적은 댐이나 교량등을 건설할 때 물을 배제하고 기초공사에서 건조한 조건에서 구조물을 세우기 위해서 일시적으로 만드는 것이다. 가물막이댐은 공사가 완료되면 해체한다.
- 여수로 공사를 위해 오른쪽에 가물막이 댐을 설치한 모습
- 건설현장에 가설된 가물막이 댐

### 유역변경 댐
유역변경 댐은 지류를 달리하는 하천에 유량을 늘이기 위해 시공되며 전력발전 목적으로 시공되는 경우가 많다.

### 지하댐
지하댐은 지하수를 가두어 국부적인 지역에서 확장된 사용을 위해 지하수 전부 또는 대부분을 지표면 아래에 저장하는 데 사용된다. 어떤 경우에는 바닷물이 담수 대수층으로 침입하는 것을 방지하기 위해 건설되기도 한다. 지하댐은 일반적으로 사막이나 일본 오키나와의 후쿠자토 댐과 같은 섬과 같이 수자원이 최소화되어 효율적으로 저장되어야 하는 지역에 건설된다. 이것들은 아프리카 북동부와 브라질의 건조한 지역에서 가장 흔하며 미국 남서부, 멕시코, 인도, 독일, 이탈리아, 그리스, 프랑스 및 일본에서도 사용된다.
지하댐에는 "지하댐"과 "모래 저장고"라는 두 가지 유형이 있다. 지하댐은 불투수층(예: 단단한 기반암)에서 지표면 바로 아래까지 대수층 또는 배수 경로를 가로질러 건설된다. 벽돌, 돌, 콘크리트, 강철 또는 PVC를 포함하여 다양한 재료로 제작할 수 있다. 일단 건설되면 댐 뒤에 저장된 물은 지하수위를 높이고 우물을 통해 추출된다. 모래 저장 댐은 하천이나 와디를 가로질러 단계적으로 건설된 둑이다. 홍수가 그 꼭대기를 덮칠 것이기 때문에 그것은 강할 것이다. 시간이 지남에 따라 모래는 댐 뒤의 층에 축적되어 물을 저장하는 데 도움이 되고 가장 중요하게는 증발을 방지한다. 저장된 물은 우물이나 댐 본체 또는 배수관을 통해 추출할 수 있다.

## 여수로

### 목적에 따른 분류
여수로는 댐에 설치되어 물을 방류할 수 있게 만든 시설이다. 여수로는 흐르는 물을 조절하기 위한 수문이 설치되어 있다.

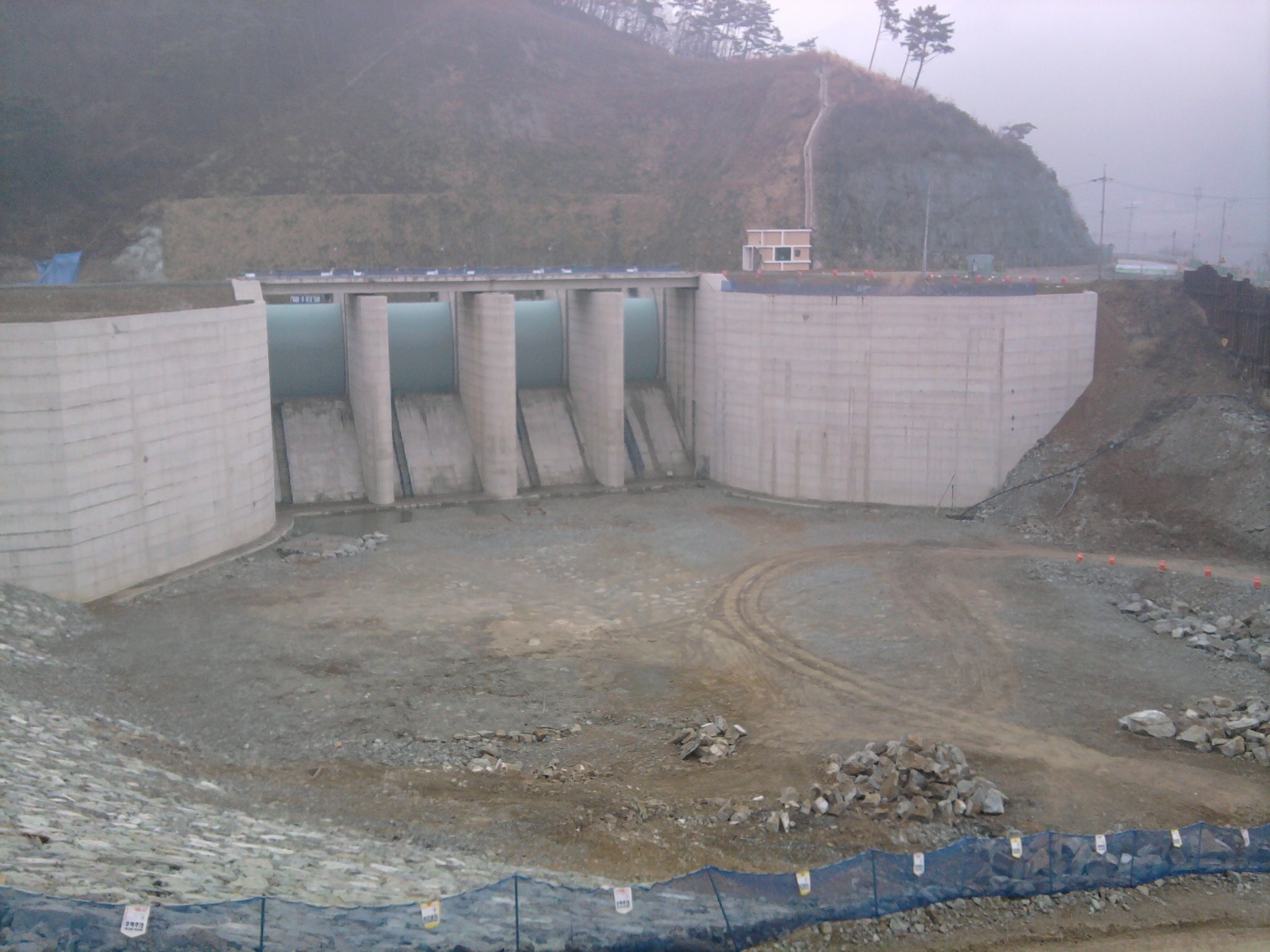
섬진강댐 비상여수로 공사현장. 2014년 3월 1일

service 여수로 혹은 primary 여수로 평상시 물이 흐르는 수로이다. auxiliary 여수로 주 여수로에 유량이 많아지면 문을 열어 물을 방류한다. emergency 여수로는 주 여수로가 정상적을 작동하지 않을 시에 대비한 여수로이다. fuse-plug 여수로는 물넘이 뚝으로 홍수 시에 물이 넘쳐 자연적으로 방류할 수 있는 여수로를 말한다.
공동현상(cavitation)과 소용돌이는 댐 구조물에 좋지 않은 영향을 미친다. 이러한 문제를 해결하고 물이 구조물에 충격을 덜주기 위하여 오지 곡선(ogee curve)을 사용하여 수로를 만든다.
댐은 원칙적으로 월류를 허용하지 않는 설계를 함으로 여수로 또한 월류를 가정한 배수는 바람직하지 않다. fuse-plug여수로는 어디까지나 응급시에 대비한 설계일 뿐이며 여수로의 유량은 사람에 의해 통제될 수 있어야 한다.

### 구조에 따른 분류

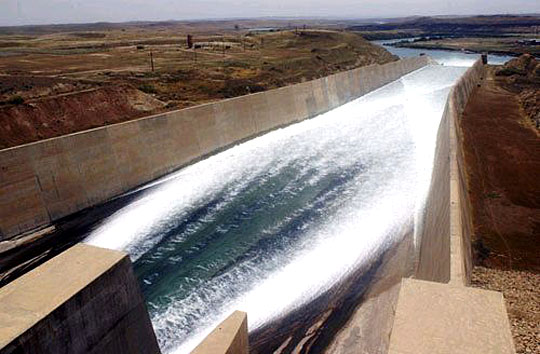
슈트식 여수로(chute spillway). Mosul Dam
측수로 여수로(side channel spillway)
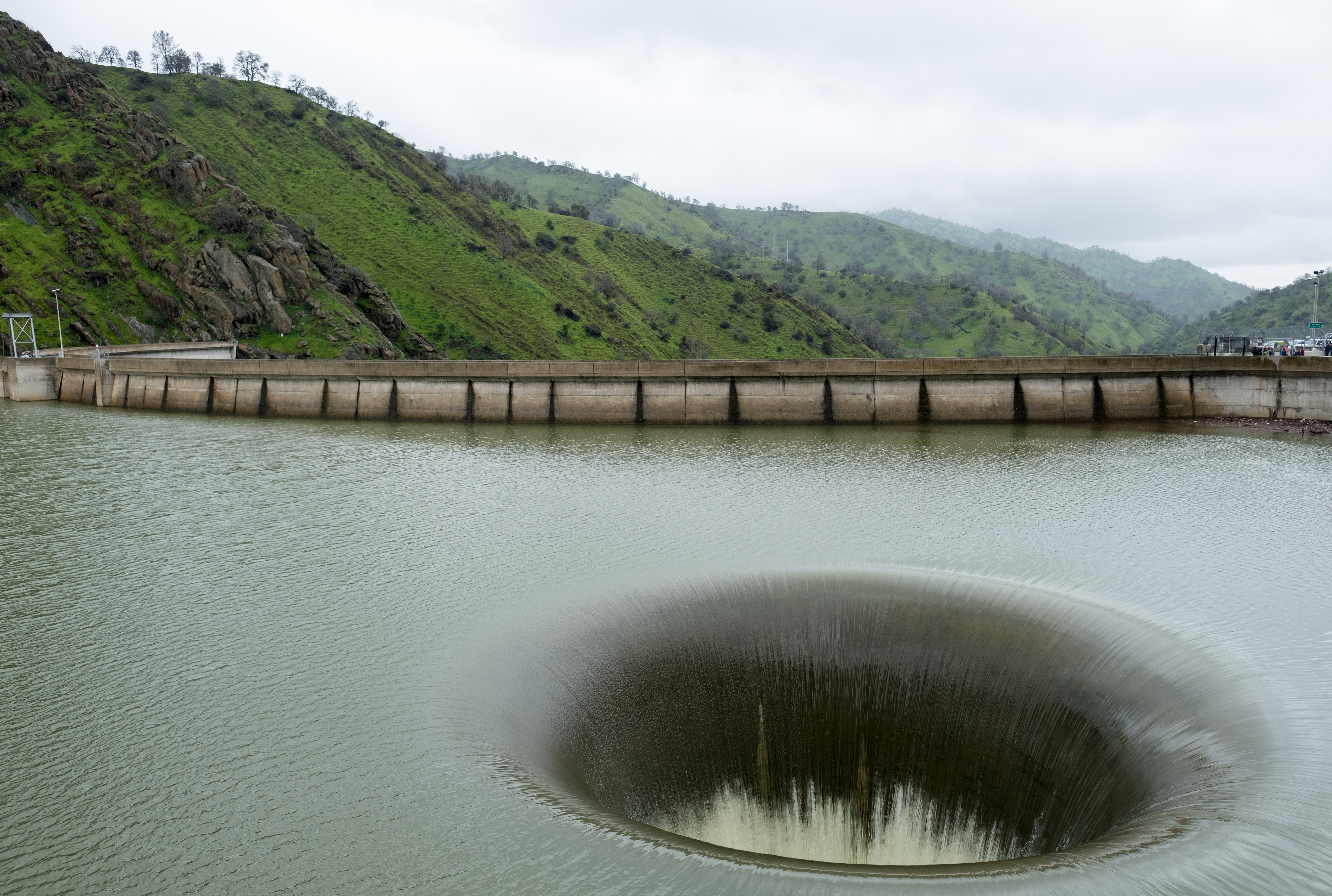
glory hole spillway
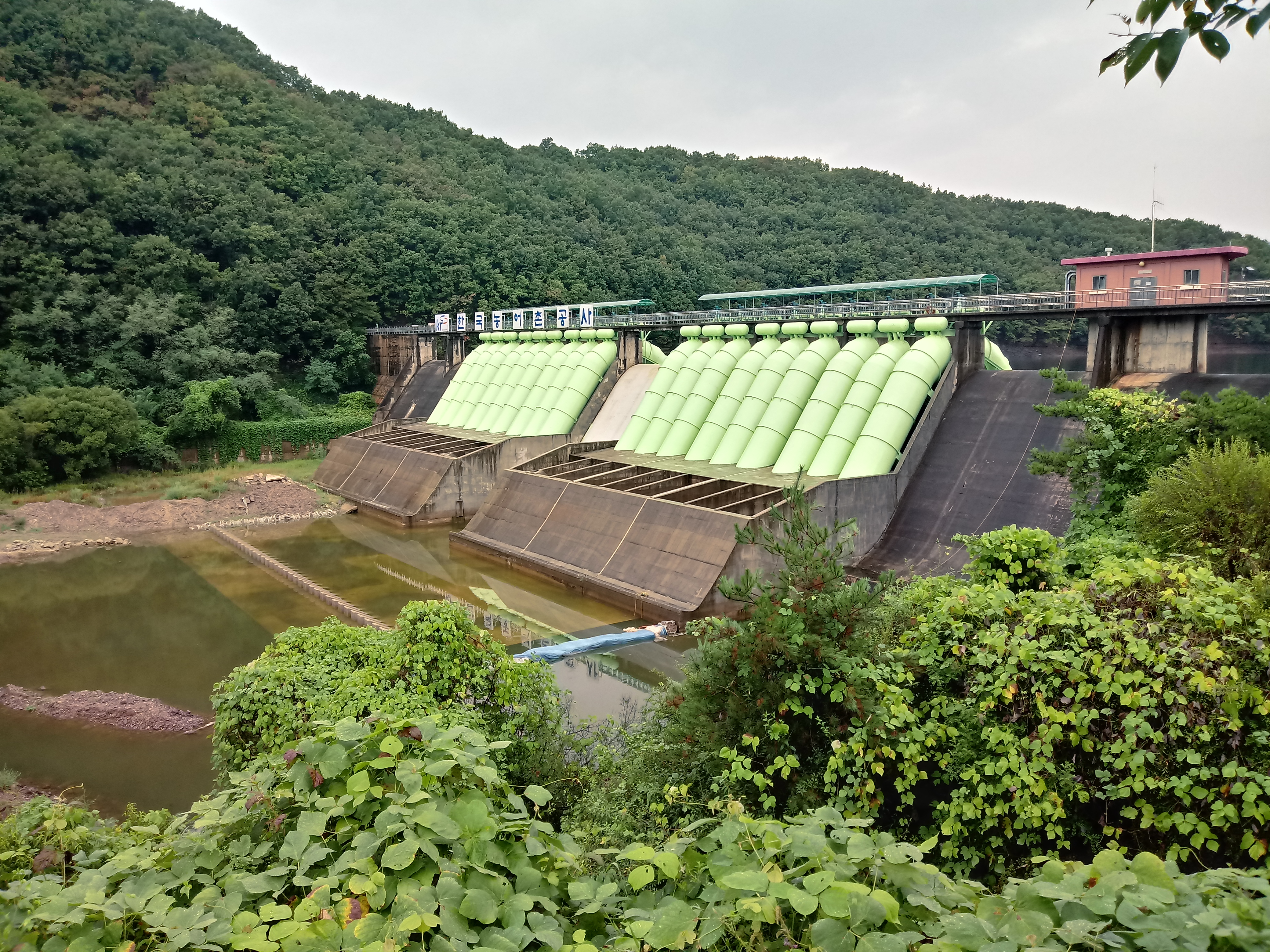
사이펀 여수로(Siphon spillway). 대한민국 초평댐. 2018년 8월

## 댐 수위

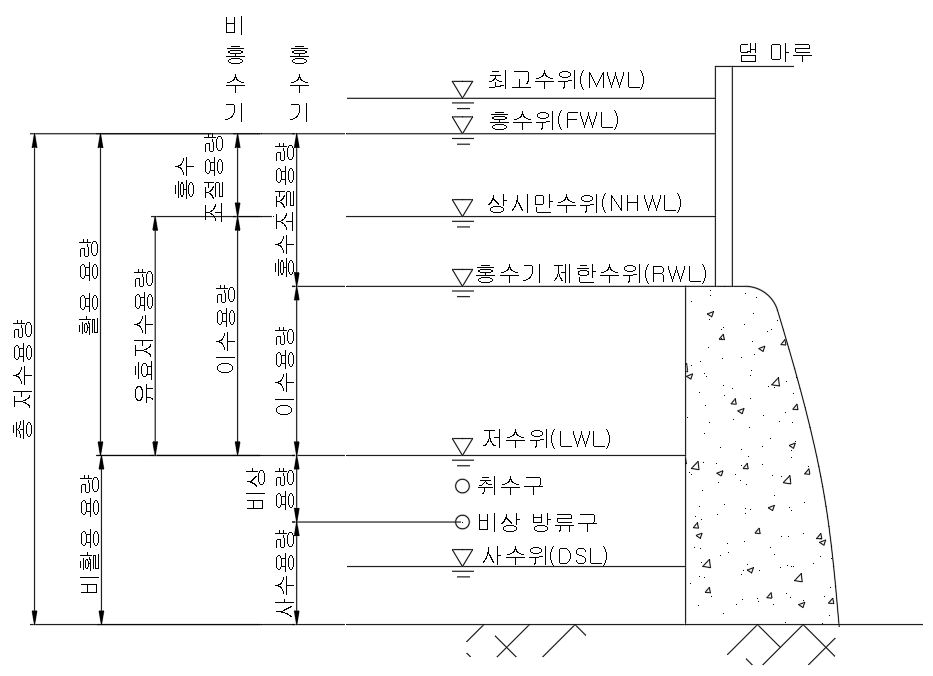
KDS 54 10 15 :2018 댐 설계 계획 2.2.2 저수지 용량배분과 운영 (1) 저수지 수위의 정의

댐 수위는 "EL 몇 m"와 같이 해발 표고로 표시한다.
- 사수위(Dead Storage Level, DSL) : 유사 퇴적으로 저수기능이 상실되는 상한 표고. 댐 수명을 100년으로 보고 100년 퇴사량을 기준으로 정함.
- 저수위(Low Water Level, LWL) : 정상적인 저수지 운영에서 가장 낮은 수위. 대규모 댐에서 이상가뭄 시 비상용수 공급 위해 저수위와 사수위 사이에 비상방류구 설치.
- 홍수기 제한수위(Restricted Water Level, RWL) : 홍수조절용량을 더 확보하기 위해 홍수기에 제한하는 수위. 댐 설계 당시 기상자료를 검토하여 정함.[3] 일반적으로 상시 만수위보다 낮음. 홍수기와 비홍수기에 따라 홍수조절용량과 이수용량이 달라지는데, 시기에 따라 홍수조절, 이수 두 목적 모두로 사용가능한 용량을 "공용용량"이라고 한다. 홍수기 제한수위는 공용용량의 하한수위가 된다. 홍수기에는 치수 목적으로 공용용량을 미리 방류한다.
- 상시만수위(Normal High Water Level, NHWL) : 비홍수기 저수 상한수위. 이수용량 최대 범위.
- 홍수위(Flood Water Level, FWL) : 홍수 조절 위해 유입홍수를 저장할 수 있는 제일 높은 수위. 계획홍수위와 같음. 200년 빈도 홍수를 기준으로 산정.
- 최고수위(Maximum Water Level, MWL) : 가능최대홍수(Probable Maximum Flood, PMF)가 저수지로 유입될 경우에 저수지 목적별 최대 수위. 댐 마루 표고는 최고수위에 여유고를 두어 결정.

## 댐 공사

### 유수 전환
댐 본체를 만들기 위해 물길을 잠시 돌리거나 막는다. 유수 전환 방식에는 아래의 것들이 있다.
- 반하천 체절공 : 물길의 절반을 막고 공사한 뒤, 나머지 절반을 완성
- 가배수로 터널공 : 터널을 뚫어 물길을 바꾼 뒤, 댐체를 시공
- 가배수로 개거공 : 수로를 만들어두고 댐체를 시공

### 댐 기초 그라우팅
댐체 아래로 투수가 일어나지 않도록 암반에 그라우팅한다.
- 압밀 그라우팅(consolidation grouting)
- 커튼 그라우팅(curtain grouting)
- blanket grouting
- contact grouting
- rim grouting

## 환경에 미치는 영향
댐의 주변 환경에의 부정적인 영향이 최근 쟁점으로 떠오르고 있다. 2006년 대한민국 건설교통부는 교과서에 실린 댐 관련 내용이 너무 부정적이라며 대한민국 교육부에 댐이 가져다 주는 순기능에 대한 내용을 보강해 줄 것을 요청했다. 또한 중학교 사회 교과서에 기술된 "댐이 인체에 영향을 미쳐 호흡기 계통의 질병을 유발시킨다", "댐 건설로 인해 안개가 끼어 농작물의 성장이 더디어진다"와 같은 내용은 근거 없다며 이의를 제기하고 삭제를 요청했다.

### 하천의 흐름
하천의 경관과 생태계는 하천의 흐름(stream flow)에 따라 결정되는데 하천에 댐을 만들게 되면 하천 흐름이 변하게 되고 하천에 물리적 생물학적 영향을 미치게 된다. 이는 결과적으로 하천 생태계의 단절을 가져와 수생 동식물의 생태를 변화시키게 된다.
댐의 건설에 따른 하천의 영향 중 큰 것이 유사 흐름(流沙-; sediment flow)에 관한 것이다. 물 속에 섞여 흘러야 할 토사가 댐에 갇히게 되어 호수에 축적되고 댐 하류에는 토사 없는 맑은 물이 흐르게 된다. 이렇게 되면 댐의 하류에는 물이 흐르면서 침식작용만 있고 퇴적물이 쌓이지 않게 되어 강 바닥은 암반이 드러나게 된다. 강 바닥에 충분한 토사침적물이 없으면 동식물의 군락지로써 기능을 상실하기 때문에 생태계가 변하게 되는 것이다.

### 동물 이동에 대한 장애
댐의 가장 큰 영향 중에 하나가 댐으로 인해 수생 동물의 이동이 단절된다는 것이다. 연어와 장어와 같은 종은 하천을 거슬러 올라가 알을 낳는데 인공적인 구조물로 인하여 산란을 하지 못하게 된다.
몇몇 댐들을 이러한 종들을 위하여 이동통로를 설비하기도 한다. 어도(fish ladder)라고 하는데 이 시설물의 설치로 인한 효과에 대해서는 아직 더 많은 평가가 필요하다.

### 수질에 대한 영향
물이 댐으로 인해 갇혀 있게 되면 여러 가지 이유로 해서 수질에 막대한 영향을 미치게 된다. 이것은 주로 물이 흐르지 않고 고여 있게 됨으로써 호수지에 발생하는 것으로 호수에 유입된 유기물이 산소를 소비하며 부패하게 되고 이에 따라 용존산소가 부족하게 되어 수중생물이 살 수 없게 된다.
또 다른 원인으로 물의 성층화에 의한 하류의 영향이다. 호수가 생성돼 물이 깊어지면 여름 동안 열로 인해 성층화된다. 데워진 상층의 물은 산소가 풍부한 층이 되지만 깊은 곳의 물은 빛이 도달하지 못해 차가워 지고 공기와의 접촉도 없어 산소가 희박해진다. 이러한 성층화된 상층부를 이필림니온(Epilimnion)이라 하고 차가운 하층부를 하이포림니온(Hypolimnion)이라 하며 중간층을 써모클라인(thermocline)이라 한다.
취수탑이나 수문은 하이포림니온 층에서 물을 댐 밖으로 내보내는데 이 물은 산소가 적게 포함되어 있고 차가우며 망간 등의 금속 성분을 포함하고 있다. 이러한 성질로 인해 하류의 수생물에 악영향을 미치게 된다.
또한 기존의 땅이 침수됨에 따라 발생하는 문제점도 있다. 한가지 예로 흙에 무기질의 상태로 소량 포함되어 있는 수은은 흙이 침수되면 박테리아에 의해 메틸 수은으로 변화되는데 이것은 생체에서 배출되지 않고 축적된다. 이것이 먹이사슬에 연속되어 인간에게도 해로운 영향을 미칠 수가 있다.

## 세계적으로 알려진 댐들
- 아스완 댐(Aswan Dam), 이집트
- 벤모어 댐(Benmore Dam), 뉴질랜드
- 클라이드 댐(Clyde Dam), 뉴질랜드
- 글랜 캐니언 댐(Glen Canyon Dam), 미국
- 그랜드쿨리 댐(Grand Coulee Dam), 미국
- Grande Dixence Dam, 스위스
- 후버 댐(Hoover Dam), 미국
- 흄 댐(Hume Dam), 오스트레일리아
- 잉가 댐(Inga Dam), 콩고민주공화국
- 이타이푸 댐(Itaipu Dam), 브라질/파라과이 - 세계에서 가장 큰 댐
- 카리바 댐(Kariba Dam), 잠비아/짐바브웨
- 카인지 댐(Kainji Dam), 나이지리아
- (Lake Pedder) - (Lake Gordon), 오스트레일리아
- 락포트 파워하우스(Lockport Powerhouse), 미국
- Mactaquac Dam, 캐나다
- 레드리지 스틸 댐(Redridge Steel Dam), 미국
- 스노위 마운틴 계획(Snowy Mountains Scheme), 오스트레일리아
- 싼샤 댐(Three Gorges Dam), 중화인민공화국
- (Verzasca Dam), 스위스
- 비쉬베스바라야 댐(Vishvesvaraya Dam), 인도

## 같이 보기
- 댐과 환경
- 비버
- 대한민국의 댐
- 유선망
- 가능최대강수량

## 참고 자료
- 박영태 (2019). 《토목기사 실기》. 세진사.